# Петров-Тинехпи, Михаил Петрович
Михаи́л Петро́вич Петро́в (псевдоним Тинехпи́; 16 сентября 1877, Мунъялы, Ядринский уезд, Казанская губерния — 30 июля 1938, Цивильск, Чувашская АССР) — чувашский общественный деятель, историк и этнограф, идеолог чувашского булгаризма и национализма. Член Общества археологии, истории и этнографии при Казанском университете.

## Детство и юность
Михаил Петрович Петров родился в 1877 году в деревне Мунъялы Ядринского уезда Казанской губернии (ныне в Вурнарском районе Чувашии) в крестьянской семье. Детство прошло в нищете: семья жила в чёрной избе, не имела ни лошади, ни коровы.
В 1887 году Михаил Петров поступил в школу в селе Аликово. После конфликта с учителем, мало сведущим в педагогике и избивавшим учеников, он сбежал домой и вскоре перевёлся в Яндобинскую школу. Здесь его взял под опеку выпускник Симбирской чувашской школы А. И. Иванов, и «ученье пошло великолепно».
В 1890 году учитель повёз Михаила Петрова и ещё нескольких учеников поступать в Симбирскую чувашскую школу. В путешествии, по воспоминаниям Михаила, он впервые столкнулся с унижениями чувашей по национальному признаку со стороны русских и татар; ещё больше его удивило, что боготворимый им учитель молча сносил все оскорбления.
Михаил прошёл конкурс на приём в школу, которую окончил в 1897 году. Во время обучения в Симбирске Петров выучил русский язык.

## Сотрудничество и конфликт с Яковлевым
По окончании обучения Петров год проработал учителем начального училища в селе Средние Тимерсяны Симбирского уезда. Здесь он записывал чувашские народные песни и передавал их Николаю Ашмарину. Мечтая получить более серьёзное образование, Петров заключил договорённость с начальником Симбирской школы Иваном Яковлевым: Петров перевёл на чувашский ещё не переведённые псалмы, а Яковлев взамен разрешил ему оставить учительство и поступить в Симбирскую духовную семинарию — единственное место, где чувашам дозволялось продолжать образование.
После окончания семинарии в 1901 году Яковлев направил Петрова руководить двухклассным училищем в селе Сиктерма Спасского уезда (ныне Алькеевского района Республики Татарстан), а в 1903 году пригласил его преподавать русский язык в женском училище при Симбирской школе. В это время Петров помогал Яковлеву в миссионерской работе: переводил с русского и церковнославянского на чувашский книги, молитвы, песнопения, участвовал в переводах Нового завета.
В 1905 году Петров опубликовал свою первую научную работу, этнографический очерк «О чувашах Ядринского уезда Казанской губернии». В июне того же года он женился на выпускнице Симбирской школы Татьяне Павловой, а 1 июля был рукоположен в сан священника. Петрова определили служить в село Раскильдино Курмышского уезда, но он добился, чтобы его оставили в Симбирске. Здесь он служил законоучителем при школе и настоятелем школьной церкви Сошествия Святого Духа, а с сентября 1906 года — также законоучителем открытой при школе приходской церкви.
В январе-марте 1907 года в Симбирской чувашской школе произошёл бунт учеников против оскорблявшего их русского учителя Кочурова (в результате из школы был исключён будущий классик чувашской поэзии Константин Иванов). Михаил Петров занял в конфликте сторону учеников. Яковлев счёл это предательством интересов школы и, более того, решил, что именно Петров «натравил исподтишка чувашское юношество» на Кочурова.
Из-за конфликта с Яковлевым и пошатнувшегося здоровья во второй половине 1907 года Петров вернулся на родину, в Ядринский уезд, и поступил приходским священником в село Малое Карачкино.

## Священничество и Казанская академия
На родине Михаил Петров содействовал открытию начальных училищ в деревнях Бурнаши, Юмалоки, Орба-Павлово, добился открытия в Малом Карачкино народной читальни.
В 1911 году он овдовел.
В должности священника Петров повёл борьбу за введение чувашского языка в богослужение, которому противилось русское духовенство. По-видимому, к этому времени относится нормализация его отношений с Яковлевым, которого он даже приглашал в Малое Карачкино убедиться в успехах этой борьбы.
В 1914 году Петров оставил Малое Карачкино и поступил в Казанскую духовную академию. Помимо обязательных богословских курсов, по выбору он изучал этнографию, историю тюркских народов и языков. Дипломная работа Петрова была посвящена истории Симбирской чувашской школы.
В 1916 году в Казани было опубликовано большое сочинение Петрова, посвященное положению нерусского населения в Среднем Поволжье.

## После революции
В 1917—1918 годах Михаил Петров принял активное участие в национальном движении чувашского народа, действуя с национал-демократических позиций. Также ему принадлежит значительная роль в чувашском религиозном движении: Петров участвовал в проведении собраний чувашского духовенства, акций за создание чувашской епархии, выдвигал свою кандидатуру на пост чувашского епископа (архиерея).
В сентябре 1918 — марте 1919 года Петров преподавал чувашский язык, историю и этнографию в Шихранской учительской семинарии, затем служил священником в селе Ишаки Козьмодемьянского уезда. Здесь он во второй раз вступил в брак, вновь с выпускницей Симбирской чувашской школы.
В 1919 году Петров опубликовал в газете «Канаш» две статьи о принципах адаптации русских заимствований и неологизмах чувашского языка. 12 сентября того же года был избран членом Общества археологии, истории и этнографии при Казанском университете.
В начале 1921 года Михаил Петров отказался от сана священника и поступил на работу, а затем и возглавил Переводческую комиссию при Отделе народного образования Чувашской автономной области. Одновременно в 1921—1923 годах он преподавал чувашеведческие дисциплины на Центральных чувашских педагогических курсах, преобразованных затем в Педагогический техникум, и на Чувашском рабфаке.
В 1922—1926 годах Михаил Петров работал в Чувашском государственном издательстве. В частности, он перевел на чувашский ряд рассказов Антона Чехова, опубликовал на чувашском языке несколько научно-популярных книг для детей. В 1925 году вышла его важная работа «О происхождении чуваш».
Параллельно в 1920-х годах Петров работал в Центральном чувашском музее, в 1926—1930 годах был его директором. На этом посту активно пополнял музей экспонатами, собирал письменные источники. В те же годы Петров много работал для Общества изучения местного края, был членом Центрального бюро краеведения при Академии Наук СССР. В 1926 году участвовал в работе I съезда тюркологов в Баку, в 1929 году был избран членом-корреспондентом Совета науки и культуры Чувашской АССР. В 1931—1936 годах работал в Чувашской республиканской научной библиотеке.

## Концепция чувашской истории

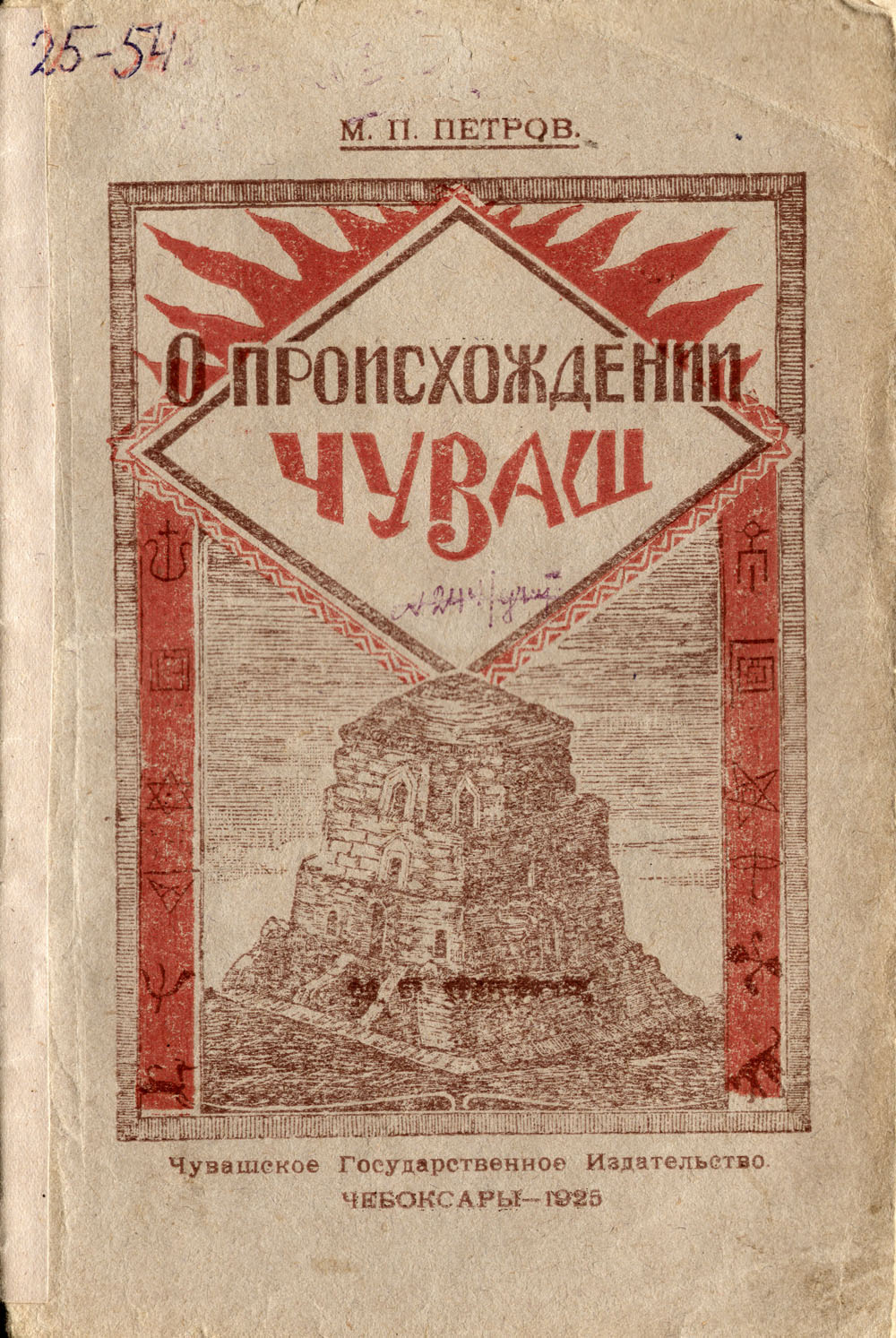
Обложка историко-публицистического труда М. П. Петрова «О происхождении чуваш» (1925).

В дореволюционных работах и в первые годы после революции Михаил Петров предстает, с одной стороны, как поборник чувашского языка, но с другой, как провозвестник мирной русификации народов Поволжья. В духе Ивана Яковлева он видит смысл истории чувашей в том, чтобы «в грядущие времена окончательно слиться с великим державным народом».
Однако к середине 1920-х годов Петров-Тинехпи формулирует концепцию чувашской истории на противоположных, национал-демократических основаниях. В историко-публицистических трудах этого периода «золотым веком» чувашской истории провозглашается период Волжской Булгарии — национального государства чувашей. Петрову-Тинехпи принадлежит значительная роль в популяризации идеи о гунно-булгаро-чувашской преемственности, разработанной ранее в научном ключе русским тюркологом Николаем Ашмариным. Падение Волжской Булгарии в 1236 году было объявлено им чувашской национальной катастрофой, а следующий год — «годом политической смерти чуваш-болгар».
Весь последующий период вплоть до 1917 года Петров-Тинехпи считал эпохой «мертвящего чужеземного ига». Сопутствующее ему «материальное и моральное оскудение чуваш» прямо связывалось с утерей независимости. При этом Петров-Тинехпи одинаково негативно оценивал и татарское (Золотая Орда, Казанское ханство), и русское господство, считая, что второе являет собой «естественное продолжение и развитие первого».

«Начатое дикими выходцами из Азии… довершила дореволюционная русская государственность, варварски хищная и до жестокости тупая. Своей колонизационной и обрусительной политикой она довела чуваш, этих потомков некогда выдающегося и культурного народа, почти до могилы».— М.П. Петров. О происхождении чуваш. С. 58-59
Присоединение Чувашского края к России Петров-Тинехпи интерпретировал как вынужденную сдачу: «чуваши, не желая подчиниться, долго воевали… Но когда их окружили крепостями, пришлось смириться». Черемисские войны второй половины XVI века Петров-Тинехпи считал национально-освободительным движением народов Поволжья, в том числе чувашского народа: «… На берегах Средней Волги, можно сказать, не было народа, который так сильно отстаивал бы свободу, как чуваши».
В аналогичном ключе Петров-Тинехпи рассматривал и восстания чувашских крестьян в XVII—XVIII веках. По его утверждению, стойкость и упорство восставших нельзя осмыслить вне их памяти о собственной (булгарской) государственности, поскольку «чуваши никогда не забыли былой самостоятельности и свободы».
Похожей интерпретации чувашской истории придерживался в своих трудах писатель и политический деятель Метри Юман.

## Критическая кампания, арест и гибель
С 1929 года в печати стали появляться статьи и брошюры, в которых Петров-Тинехпи подвергался жесткой критике за националистические взгляды. В 1935 году историк Иван Кузнецов отнес его к числу чувашских «национал-шовинистов». В 1936 году Тинехпи был уволен из библиотеки «как не справившийся с работой заведующим кабинетом чувашеведения».
В 1937 году председатель правления Союза писателей Чувашии Уйп Мишши выступил в журнале «Сунтал» с критической статьей в адрес деятелей чувашского национального движения. Уйп утверждал, что ещё в 1917 году «контрреволюционеры», в том числе Михаил Петров-Тинехпи, учредили «буржуазное чувашское правительство». Концепция булгаро-чувашской преемственности, которую последовательно отстаивал Петров-Тинехпи, была объявлена проявлением «буржуазного национализма».
30 апреля 1937 года Михаил Петров-Тинехпи был арестован. Обвинительные документы реконструируют его «тайную жизнь» после революции. По версии сотрудников НКВД ЧАССР, ещё в 1918—1919 годах он вел переговоры с католическими ксёндзами в Казани, желая установления связи чувашей, марийцев и удмуртов с западным капиталистическим миром, чтобы совместно с ним вести борьбу с большевизмом. В годы Гражданской войны Петров-Тинехпи, по версии следствия, участвовал в «кулацком» восстании, за что был приговорен к расстрелу; спастись ему удалось благодаря заступничеству Даниила Эльменя.
Утверждалось, что Петров-Тинехпи входил в группу «контрреволюционно настроенных националистов» наряду с Николаем Шубоссинни и рядом других деятелей. Группу обвинили в отрицании классовой борьбы в Чувашии, намерении «оторвать» Чувашию от Советского Союза, а также пропаганде идеи булгаро-чувашской преемственности. На причастность к организации чувашских националистов проверялся научный корреспондент Петрова-Тинехпи, лингвист Николай Поппе.
5 декабря 1937 года Михаил Петров-Тинехпи был осужден на 10 лет исправительно-трудового лагеря. 30 июля 1938 года, по мнению историка Е. П. Погодина, не выдержав допросов, Петров-Тинехпи скончался в Цивильской тюрьме.

## Оценки личности и взглядов
Иван Яковлев, несмотря на сложные отношения, благожелательно характеризовал Михаила Петрова как образованного и трудолюбивого человека, «которого он продвигает к чувашскому делу, но которого враги этого дела не пропускают».
В 1955 году при подготовке к реабилитации марксистские работники исследовали исторические труды Петрова. Было, в частности, заявлено, что в них отсутствует классовый подход, а концепция булгаро-чувашской преемственности сравнивалась с немецкой расовой теорией. Тем не менее, в 1956 году Михаил Петров-Тинехпи был реабилитирован.
Историк Василий Димитриев, сторонник концепции добровольного присоединения Чувашского края к России, критикует труды Петрова-Тинехпи, в частности, за резко негативное отношение оного к Русскому государству. Вместе с тем Димитриев положительно отзывается о личных качествах научного оппонента, считая его «высоконравственным человеком», который прожил «сложную жизнь».
Философ Юрий Яковлев обращает внимание на радикальные перемены во взглядах Тинехпи после 1917 года. До революции он — служитель церкви, выступающий за обрусение чувашей, после — чувашский националист и атеист. В этом усматривается особая модель поведения, «иезуитство». По мнению философа, чувашский просветитель Иван Яковлев и его наиболее выдающиеся духовные ученики, Михаил Петров-Тинехпи и Метри Юман, пытались пройти через перипетии первой половины XX века, скопировав стратегию современного им еврейства (в пример приводится Илья Эренбург), но все они потерпели на этом пути неудачу.

## Память
С 2001 года в Чебоксарах проводятся ежегодные Петровские чтения, посвященные истории и музееведению. Союзом чувашских краеведов учрежден диплом имени М. П. Тинехпи.

## Избранные сочинения
- «О Чувашах Ядринского уезда Казанской губернии» (1905)
- «Положение инородцев в Волжско-Камском крае и просветительская система Н. И. Ильминского» (1916)
- «О происхождении чуваш» (1925)
- «Краткие очерки из чувашской истории. Часть 1-я. Следы древнейшей истории» (1928)
- «Симбирская чувашская школа и Иван Яковлевич Яковлев» (1928)